# Smích a pláč
Smích a pláč, také Pláč a smích nebo Tvář Švába-Malostranského je jeden ze tří prvních českých němých filmů. Natočil je na námět českého komika a písničkáře Josefa Švába Malostranského průkopník českého filmu Jan Kříženecký. Byly vyrobeny u příležitosti pořádání Výstavy architektury a inženýrství v Praze v létě 1898.

## Obsazení
| Josef Šváb-Malostranský | on sám |

## Obsah
Detail tváře Josefa Švába-Malostranského, jehož kdosi pošimrá ve vlasech, načež se tvář rozjasní a rozchechtá, postupně zvážňuje, až se objeví záškuby kolem očí a herec se rozpláče.

## Dobové souvislosti
Námět všech tří kratičkých filmů - Dostaveníčko ve mlýnici, Smích a pláč a Výstavní párkař a lepič plakátů pochází od Švába-Malostranského, jak vysvítá z dopisu, uloženého v archívu Národního technického muzea v Praze, a v němž Šváb nabízí Kříženeckému a Pokornému realizování humorných scének pro uvedení v Českém kinematografu, dřevěné boudě na výstavišti.
Všechny své první filmy točil Jan Kříženecký na standardní délku 17 m filmového pásu, zaslaného z Lyonu. Z filmu Smích a pláč se dochovalo 8,1 m duplikátního negativu. Námět tohoto filmu nebyl původní, v počátcích filmu byl v řadě zemí oblíbený a použit už dříve.